# Akira Hasegawa

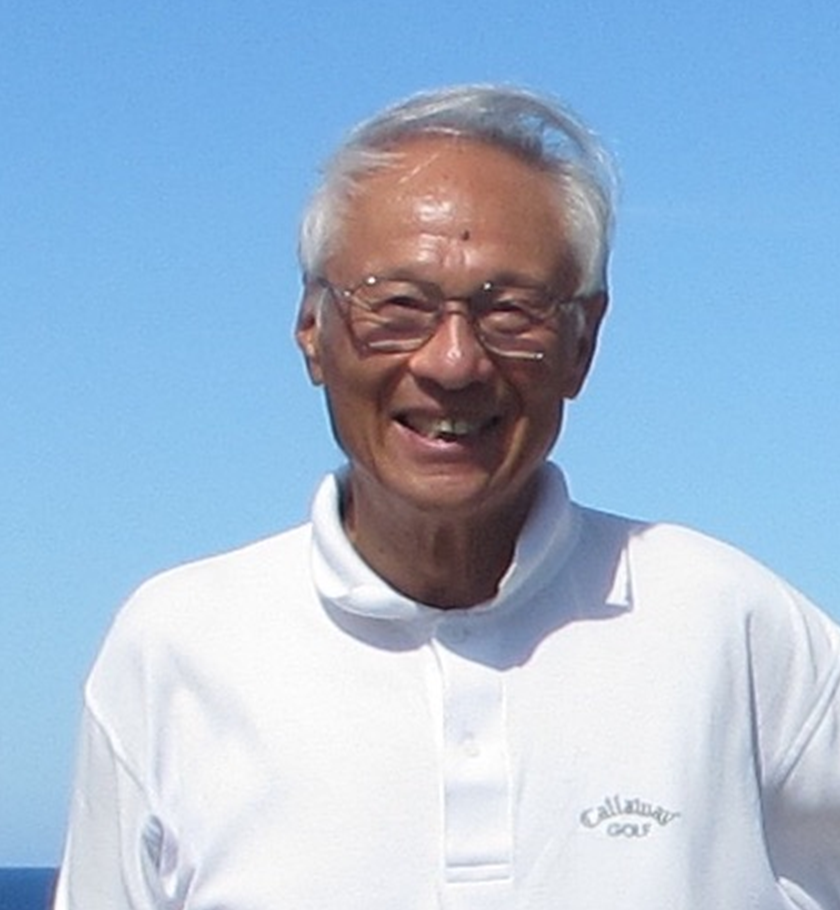
Akira Hasegawa, 2020

Akira Hasegawa (jap. 長谷川 晃, Hasegawa Akira; * 17. Juni 1934 in der Präfektur Tokio; † 22. Juni 2025) war ein japanischer Physiker und Hochschullehrer, der sich mit Plasmaphysik und optischen Solitonen beschäftigte.

## Leben
Hasegawa studierte an der Universität Osaka, wo er 1959 sein Diplom als Ingenieur machte. Er ging danach als Fulbright-Stipendiat an die University of California, Berkeley, wo er 1964 mit einer Arbeit über Plasmaphysik promoviert wurde. Zusätzlich erhielt er 1967 einen Doktortitel der Universität Nagoya. Ab 1964 war er Assistenzprofessor in Osaka. Ab 1968/9 war er bei den Bell Laboratories in Murray Hill (New Jersey). Ab 1971 war er zusätzlich in der Fakultät für Angewandte Physik an der University of Columbia.
1981 war er Gastprofessor an der Ecole Polytechnique Fédérale de Lausanne. Ab 1984 arbeitete er am Laser-Kernfusions-Forschungszentrum (engl. Institute of Laser Engineering) der Universität Osaka und 1985 wieder bei den Bell Laboratories. Ab 1991 war er wieder Professor in Osaka, wo er 1998 emeritierte. Hasegawa war danach Forschungsprofessor an der Kochi University of Technology und Berater in den NTT-Laboratorien.
1973 war er der erste, der die Existenz optischer Solitonen vorschlug.
1974 schlug er mit Liu Chen das Heizen von Tokamak-Plasmen mit Alfvén-Wellen vor. Mit Kunioki Mima führte er 1977 eine nach ihnen benannte Gleichung zur Beschreibung von Turbulenz in Tokamak-Plasmen ein, in den 1980er Jahren mit Masahiro Wakatani zur Hasegawa-Wakatani Gleichung erweitert. Hasegawa und Kollegen sagten eine inverse Kaskade im turbulenten Energiespektrum voraus (das heißt von kleinen zu großen Wellenlängen) und zonale Flüsse (in azimuthaler Richtung im Tokamak), die die radiale turbulente Diffusion kontrollieren können. Mit Wakatani schrieb er eine Arbeit über selbstorganisierte Turbulenz in Plasmen.
Er war Fellow der American Physical Society (APS), deren Abteilung Plasmaphysik er 1990 vorstand und deren James-Clerk-Maxwell-Preis für Plasmaphysik er 2000 erhielt. In der Laudatio wurden seine innovativen Entdeckungen und fundamentalen Beiträge zur Theorie der Turbulenz nichtlinearer Driftwellen, der Ausbreitung von Alfven-Wellen im Labor und im Weltraumplasma, sowie zu optischen Solitonen und deren Anwendung in der Kommunikationstechnik hervorgehoben.
Ein Vorschlag von Hasegawa zum Einschluss von Plasmen mit einem Dipolmagneten ähnlich dem magnetischen Feld der Erde, wo vom Sonnenwind verursachte Turbulenzen den Einschluss stabilisieren, wurde 2010 am Massachusetts Institute of Technology in einem Plasmaexperiment mit schwebendem Dipol umgesetzt.
1991 erhielt er den britischen Rank Prize. Er erhielt mehrere japanische Preis, unter anderem 1993 den Shida-Rinzaburō-Preis des japanischen Ministeriums für Post und Telekommunikation und im selben Jahr den Hattori-Hōkō-Preis. 1995 erhielt er den französischen Moët Hennessy-Louis Vuitton Da Vinci of Excellence Prize. 1999 erhielt er den IEEE/LEOS Quantum Electronics Award. 2011 erhielt er den Hannes-Alfvén-Preis.

## Schriften
- Plasma instabilities and nonlinear effects, Springer 1975
- mit T. Sato: Space plasma physics, Springer 1989
- Optical solitons in Fibers, Springer 1990
- mit Yuji Kodama: Solitons in Optical Communication, Clarendon Press, Oxford 1995
- Self organization processes in continuous media, Advances in Physics 1985